# Хомік Юрій Миколайович
Ю́рій Микола́йович Хо́мік (1963—2019) — солдат Збройних сил України, учасник російсько-української війни.

## З життєпису
Народився 1963 року в селі Зимне (Володимир-Волинський район, Волинська область). Проживав у місті Володимир-Волинський, з дружиною був розлучений.
20 листопада 2017 року вступив на військову службу за контрактом; солдат, старший стрілець 14-ї бригади. 2018-го зазнав контузії, після лікування повернувся до війська.
14 листопада 2019 року під час ворожого обстрілу позицій ЗСУ зазнав вогнепального кульового поранення. Помер під час операції в лікувальному закладі міста Гірське.
18 листопада 2019-го відбулося прощання у Володимирі-Волинському. Тіло Юрія зустрічали, ставши навколішки. На дорогу, якою рухався похоронний кортеж, виходили трудовими колективами. Похований в селі Зимне. 18 листопада у Володимирі-Волинському оголошено Днем жалоби.
Без Юрія лишилися мама та донька.

## Нагороди та вшанування
- Указом Президента України № 131/2020 від 7 квітня 2020 року за «самовіддане служіння Українському народові, особисту мужність, виявлену у захисті державного суверенітету та територіальної цілісності України» нагороджений орденом За мужність III ступеня (посмертно)[4]
- 28 лютого 2020 року сесія Володимир-Волинської міськради ухвалила рішення нагородити (посмертно) відзнакою міської ради «За заслуги перед містом Володимир-Волинський» та присвоїти (посмертно) звання «Почесний громадянин міста Володимира-Волинського».